# 斯凯吉诺
斯凯吉诺（義大利語：Scheggino），是意大利佩鲁贾省的一个市镇。总面积35.17平方公里，人口488人，人口密度13.9人/平方公里（2009年）。ISTAT代码为054047。